# Mejorada del Campo
Mejorada del Campo es un municipio y localidad española de la Comunidad de Madrid. Con una población de 24 659 habitantes (INE 2024), el término municipal está situado en el Este del área metropolitana de Madrid.

## Geografía
Los ríos Jarama y Henares confluyen en su término municipal, dando relevancia a los cultivos de huerta. Parte del término municipal forma parte del parque regional del Sureste. Limita con los municipios de Rivas-Vaciamadrid, San Fernando de Henares, Velilla de San Antonio y Loeches. La localidad dista unos 20 km del centro de Madrid.

### Municipios limítrofes
| Noroeste: San Fernando de Henares | Norte: San Fernando de Henares | Noreste: San Fernando de Henares |
| Oeste: Rivas-Vaciamadrid          |                                | Este: Loeches                    |
| Suroeste: Rivas-Vaciamadrid       | Sur: Velilla de San Antonio    | Sureste: Loeches                 |

## Historia
Los orígenes del municipio se remontan al Paleolítico, durante el cual se establecieron varias colonias en la confluencia de los ríos Jarama y Henares. Se han encontrado diversos restos de sílex que confirman este punto. En el siglo XII tuvo lugar la fundación de Mejorada del Campo. Fue una villa perteneciente al obispado de Segovia. En el siglo XIII pasó a denominarse Mejorada del Rey, cuando la población compró su autodeterminación y se sometió a la Corona Real.
El 27 de noviembre de 1983 se produjo un accidente de un Boeing 747, el vuelo 11 de la compañía colombiana Avianca, en el que fallecieron 181 personas, entre ellos los escritores Manuel Scorza, Marta Traba y el mexicano Jorge Ibargüengoitia, además del crítico Ángel Rama. Todas ellas viajaban en el avión. La colisión se produjo a escasa distancia del casco urbano. Sobrevivieron 11 personas del total de ocupantes del avión. Permanecieron las marcas del tren de aterrizaje en el terreno.
Buena parte del término municipal es de secano y algunos de los cultivos tradicionales fueron el cereal y los olivos. Estos últimos dieron nombre al barrio más poblado de la localidad, el barrio de 'Los Olivos', que se construyó en los años 1970 para acoger, en gran parte, a miles de familias que emigraban a la capital buscando trabajo. La construcción de dicho barrio supuso una transformación urbanística radical de lo que hasta entonces había sido un pueblo. Desde finales de 1980, el municipio comenzó a incrementar el número de equipamientos públicos, ello y su proximidad a Madrid, añadiendo la construcción en febrero de 2004 de la Autopista Radial 3 (Madrid-Valencia), pudiendo llegar en pocos minutos al centro de la capital, propició la llegada de una nueva población que demandaba una concreta tipología de viviendas, las unifamiliares, que constituyen la mayor parte de la superficie construida desde entonces, siendo a día de hoy un municipio cercano a los 25 000 habitantes.

## Demografía
Cuenta con una población de 24 659 habitantes (INE 2024).
| Gráfica de evolución demográfica de Mejorada del Campo entre 1842 y 2021                                            |
| |
| Población de derecho según los censos de población del INE Población de hecho según los censos de población del INE |

## Comunicaciones
El autobús es el único transporte público disponible para acceder al municipio. Las líneas regulares de la empresa Avanza Movilidad Integral, concesionaria del Consorcio Regional de Transportes, son las siguientes:
| Diurnos   |                                                                                               |
| Línea     | Recorrido                                                                                     |
| 280       | Coslada (Estación FFCC) - Hospital del Henares - Loeches                                      |
| 282       | Madrid (Avenida de América) – San Fernando de Henares - Mejorada del Campo                    |
| 284       | Madrid (Avenida de América) – Velilla de San Antonio - Loeches                                |
| 285       | Coslada (Estación FFCC San Fernando) – Velilla de San Antonio - Arganda del Rey               |
| 340       | Torrejón de Ardoz – Mejorada del Campo                                                        |
| 341       | Madrid (Conde de Casal) – Mejorada del Campo - Velilla de San Antonio                         |
| Nocturnos |                                                                                               |
| N203      | Madrid (Ciudad Lineal) – Coslada - San Fernando de Henares - Velilla de San Antonio / Loeches |

La población de Mejorada del Campo está flanqueada por la M-203 que acaba en Alcalá de Henares, la M-208, que une Mejorada con Velilla de San Antonio, y entre estas dos localidades cruza la Autovía R-3, de peaje, que desemboca en el nudo sureste de la M-30, desde el que puede accederse directamente a esta en direcciones norte o sur, o bien continuar hasta la calle O'Donnell; el recorrido Mejorada del Campo-Madrid centro puede completarse en apenas 18 minutos. Por el otro extremo la R-3 acaba en la Autovía de Valencia, A-3.
En 2008 la Comunidad de Madrid finaliza la construcción del desdoblamiento y un nuevo ramal de la M-203 que se va a denominar MP-203 (Autopista Alcalá-O'Donnell), con trazado desde Alcalá de Henares hasta la R-3 entre Mejorada y Velilla de San Antonio. El tramo desde la R-3 hasta la unión con el antiguo trazado de la M-203 iba a ser de peaje pero las obras llevan años paradas.

## Administración y política
| Años      | Nombre                              |
| --------- | ----------------------------------- |
| 1855-1860 | Luis Herrero                        |
| 1857-1860 | Juan Molinero                       |
| 1861-1862 | Félix Castellanos                   |
| 1863-1864 | Francisco Condecilla                |
| 1865-1871 | Fermín González                     |
| 1872-1873 | Mariano Valero                      |
| 1873      | Anacleto Cadenas (alcalde interino) |
| 1873      | Luis Castellanos                    |
| 1875      | Mariano Cuenca                      |
| 1878-1879 | Fermín González                     |
| 1880      | Federico García Patón               |
| 1881      | Antonio Patón                       |
| 1881      | Mariano Valero (alcalde interino).  |
| 1881      | Javier Cebolla (alcalde interino).  |
| 1882-1885 | Gregorio García Cuesta              |
| 1886-1889 | Pascual Sansano Espinosa            |
| 1890-1895 | Carlos Castell Galiano              |
| 1896-1899 | Balbino Fernández Adán              |

| Legislatura | Nombre                      |
| ----------- | --------------------------- |
| 1901-1905   | Balbino Hernández Adán      |
| 1905-1909   | Carlos Castell Galiano      |
| 1909-1910   | Nicolás Bañero Martínez     |
| 1910-1915   | Aquilino Carrasco Herrero   |
| 1915-1918   | Nicolás Ibáñez Martínez     |
| 1918-1920   | Pedro Molinero Martínez     |
| 1920-1923   | Manuel Adán Díaz            |
| 1923-1925   | Enrique Martínez Echevarría |
| 1925-1930   | Eugenio López Dóriga        |
| 1930-1931   | Nicolás Gallego Sánchez     |
| 1931-1932   | Joaquín Esquiva Martínez    |
| 1932-1936   | Gonzalo Adán Sánchez        |
| 1936-1938   | Mariano Martínez Peñalver   |
| 1938-1939   | Guillermo Ortiz Sierra      |
| 1939-1939   | Pedro Sansano Huertas       |
| 1939-1942   | Nicolás Gallego Sánchez     |
| 1942-1943   | Daniel García Martínez      |
| 1943-1951   | Julio de la Morena González |
| 1951-1957   | Isidro Fernández Ranz       |
| 1957-1967   | Manuel Alfayate Nistal      |
| 1967-1978   | Felipe Barandiarán Zurutuza |

| Legislatura | Nombre                           | Grupo político |
| ----------- | -------------------------------- | -------------- |
| 1978-1979   | Alejandro Hernández Isidro       | PCE            |
| 1979-1982   | Eustaquio Baeza Fernández        | PCE            |
| 1982-1987   | Rafael Cerquera Rodríguez        | PSOE           |
| 1987-1991   | Rafael Cerquera Rodríguez        | PSOE           |
| 1991-1995   | Rafael Cerquera Rodríguez        | PSOE           |
| 1995-1999   | Valentín Las Heras San Prudencio | IU             |
| 1999-2003   | Fernando Peñaranda Carralero     | PSOE           |
| 2003-2007   | Fernando Peñaranda Carralero     | PSOE           |
| 2007-2011   | Fernando Peñaranda Carralero     | PSOE           |
| 2011-2015   | Cristina Carrascosa Serrano      | PP             |
| 2015-2019   | Jorge Capa Carralero             | PSOE           |
| 2019-2023   | Jorge Capa Carralero             | PSOE           |
| 2023-Actu   | Jorge Capa Carralero             | PSOE           |

En las elecciones municipales de 2023 con el 66,37 % de participación, el vencedor fue el PSOE con el 44,18 % de los votos, seguido del PPCM con un 26,45 %, IU-Podemos con el 7,24 %, Vox con un 11,31 %, y Más Madrid-EQUO-Los verdes con el 5,69 %.
En la actualidad Mejorada del Campo está gobernada por el PSOE en solitario al tener una representación de 11 concejales, superando así la mayoría absoluta.
La Corporación municipal se compone en la actualidad de 21 concejales, formada por los siguientes: PSOE tiene 11 concejales, el PP tiene 6, IU-PODEMOS tiene 1 concejal, Vox tiene 2 concejales y Más Madrid-EQUO-Los verdes tiene 1 concejal.

### Composición municipal
| Partido                                  | 2023    | 2023       | 2019    | 2019       | 2015    | 2015       | 2011    | 2011       | 2007    | 2007       |
| Partido                                  | % Votos | Concejales | % Votos | Concejales | % Votos | Concejales | % Votos | Concejales | % Votos | Concejales |
| Partido Socialista Obrero Español (PSOE) | 44,18 % | 11         | 40,28 % | 10         | 29,3 %  | 7          | 25,53 % | 6          | 39,95 % | 9          |
| Partido Popular (PP)                     | 26,45 % | 6          | 14,61 % | 3          | 21,64 % | 5          | 45,85 % | 10         | 34,3 %  | 7          |
| Podemos (IU-PODEMOS)                     | 7,24 %  | 1          | 11,59 % | 2          | 21,19 % | 5          | -       | -          | -       | -          |
| Más Madrid (MÁS MADRID-EQUO-Los verdes)  | 5,69 %  | 1          | 5,17 %  | 1          | -       | -          | -       | -          | -       | -          |
| Vox                                      | 11,31 % | 2          | 7,77 %  | 1          | -       | -          | -       | -          | -       | -          |
| Ciudadanos (Cs)                          | 3,99 %  | 0          | 12,16 % | 3          | -       | -          | -       | -          | -       | -          |
| Unión Progreso y Democracia (UPyD)       | -       | -          | 7,25 %  | 1          | 11,9 %  | 2          | 9,17 %  | 2          | -       | -          |
| Izquierda Unida (IU)                     | -       | -          | -       | -          | 11,37 % | 2          | 13,44 % | 3          | 13,58 % | 3          |

Fuente: El País Elecciones municipales Mejorada del campo
- En las elecciones municipales de 2019 se integró IU junto a MÁS MADRID formando la candidatura IU-MÁS MADRID. Sin embargo, en las elecciones del año 2023 se presentaron IU-PODEMOS juntos en coalición.

### Polémica de 2015
En 2015 apareció en varios medios de comunicación una conversación grabada entre Bartolomé González, vicesecretario del Partido Popular en la Comunidad de Madrid, y Cristina Carrascosa, entonces alcaldesa de Mejorada del Campo por el Partido Popular, en la que el primero le dice a la segunda que tiene que aceptar recolocar a "descolgados" del partido en la lista de su candidatura a las elecciones municipales. Como consecuencia de la negación de la alcaldesa a aceptar personas ajenas a la localidad en la lista, fue destituida como candidata del Partido Popular a las elecciones municipales.

## Servicios

### Equipamientos públicos

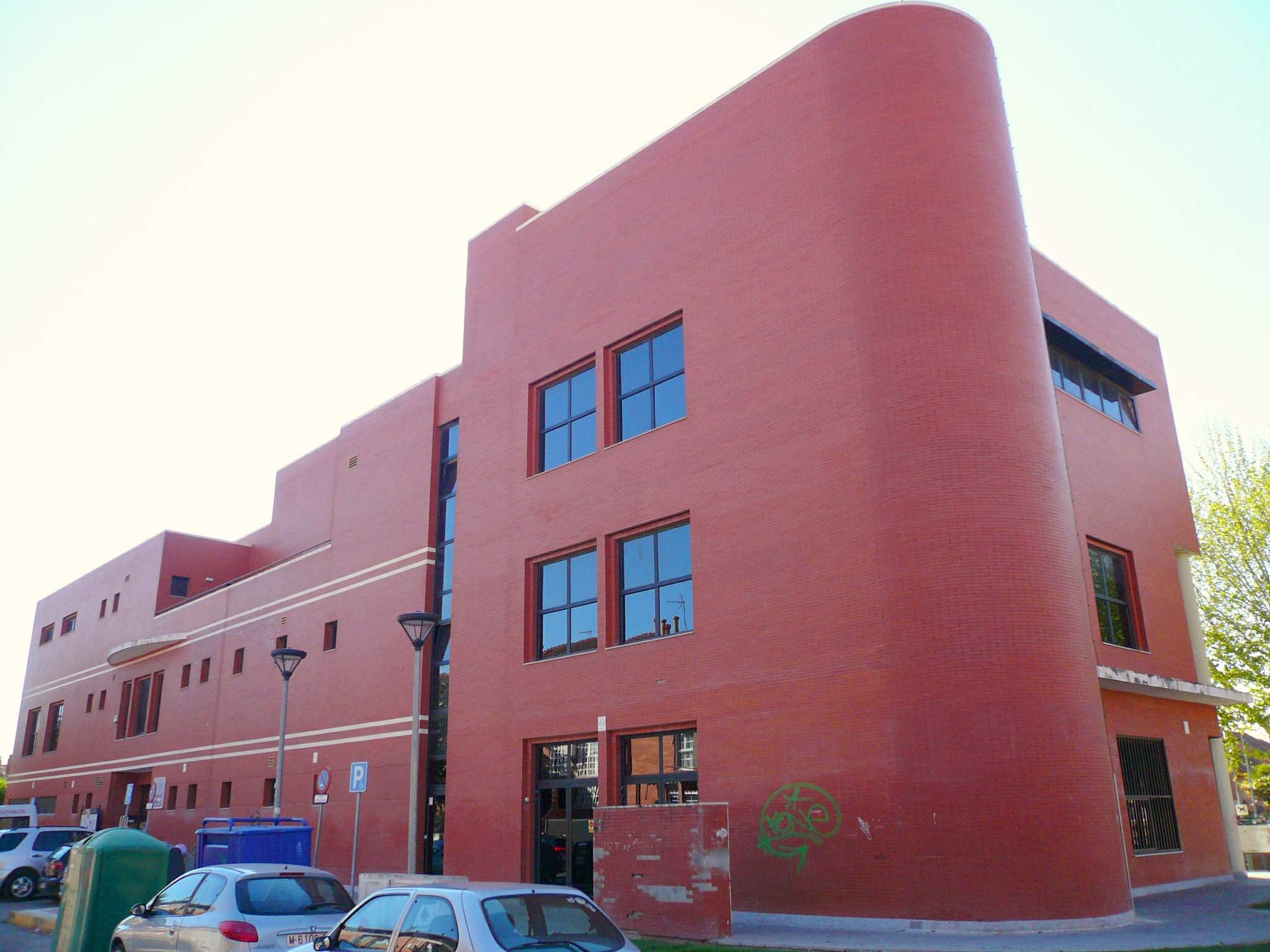
Biblioteca municipal Hans Christian Andersen

El municipio dispone de cinco colegios públicos de educación infantil y primaria (CEIP): Jarama, Picasso, Europa, Cervantes y Henares y tres escuelas infantiles (EI "Las Cigueñas", EI "Pilocha" y EI "CADIM") dos institutos de enseñanza secundaria: Miguel Delibes y Los Olivos y una escuela de adultos de titularidad municipal. En cuanto a equipamientos culturales dispone de Biblioteca (Almudena Grandes), Casa de Cultura, Ludoteca y Casa de Juventud. Dispone de los siguientes equipamientos deportivos: polideportivo cubierto, dos complejos de pistas deportivas al aire libre, piscina de verano y piscina cubierta, dos campos de fútbol. Equipamientos sociales y de salud: centro de servicios sociales, centro de mayores y centro de salud. Otros equipamientos: Centro de empresas y juzgado de paz.

## Cultura

### Fiestas locales
El tercer domingo de septiembre se celebran las fiestas locales del municipio en honor a la patrona la Virgen de las Angustias, las cuales se extienden de viernes a martes, siendo festivo local el lunes y martes siguientes. Se organizan diversas actividades: religiosas (procesiones y misas), deportivas (campeonatos de fútbol sala en modalidad de maratón, campeonatos de tenis, tiro al plato), tauromaquia (sábado, domingo, lunes y martes se celebran los encierros taurinos, a media mañana junto con los encierros infantiles y las correspondientes corridas de toros, a media tarde), culturales (conciertos gratuitos durante el fin de semana que terminan con las orquestas acompañando a la juventud hasta bien entrada la madrugada, exhibiciones de bandas musicales, majorettes) y también es tradición que el sábado a la medianoche se lancen los fuegos artificiales visibles con mayor comodidad desde parques cercanos al recinto ferial en el que se encuentran todos los puestos y atracciones durante los días de fiestas. El día de comienzo del carnaval, el jueves Lardero, se celebra la popular fiesta del "Día de la Tortilla" durante el cual es tradición que las familias vayan al campo en los alrededores para hacer un picnic con la familia y los amigos.
12 de octubre, celebración del día del Pilar, con verbena la noche del 11 y tradicional encierro y corrida de toros el día 12.

## Monumentos y lugares de interés
Dentro del patrimonio arquitectónico de Mejorada del Campo destacan capilla de San Fausto en la iglesia de la Natividad de Nuestra Señora y la iglesia Madre del Rosario (de 1998) en la calle Salvador Dalí, obra del ingeniero uruguayo Eladio Dieste e interesante ejemplo de cerámica armada, una réplica a menor tamaño de la iglesia de San Pedro en Durazno (Uruguay). Las fiestas se realizan el tercer domingo de septiembre, en honor a la Virgen del Rosario.

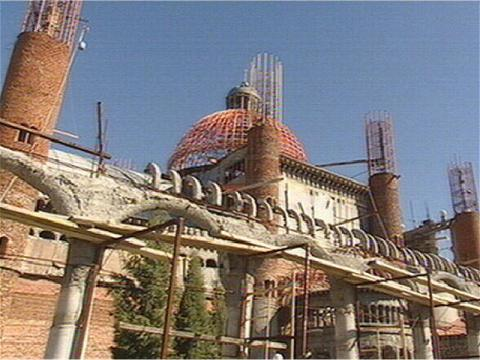
Catedral de Justo

La llamada popularmente Catedral de Justo es un templo votivo construida por Justo Gallego hasta el día de su fallecimiento el 21 de noviembre de 2021, a los noventa y seis años de edad, como promesa tras, según él, haber sido curado por la Virgen de una enfermedad. En el año 2005 apareció en un anuncio publicitario de Aquarius, lo que le dio fama reconocida mundial, incluso expuesta en el 'MoMA' de Nueva York, siendo actualmente la visita más turística del municipio. A día de hoy, la Catedral sigue avanzando en su memoria, gracias a Mensajeros de la Paz.
La plaza de España, arbolada y con bancos y fuente, es el centro neurálgico de la villa.

## Enlaces externos

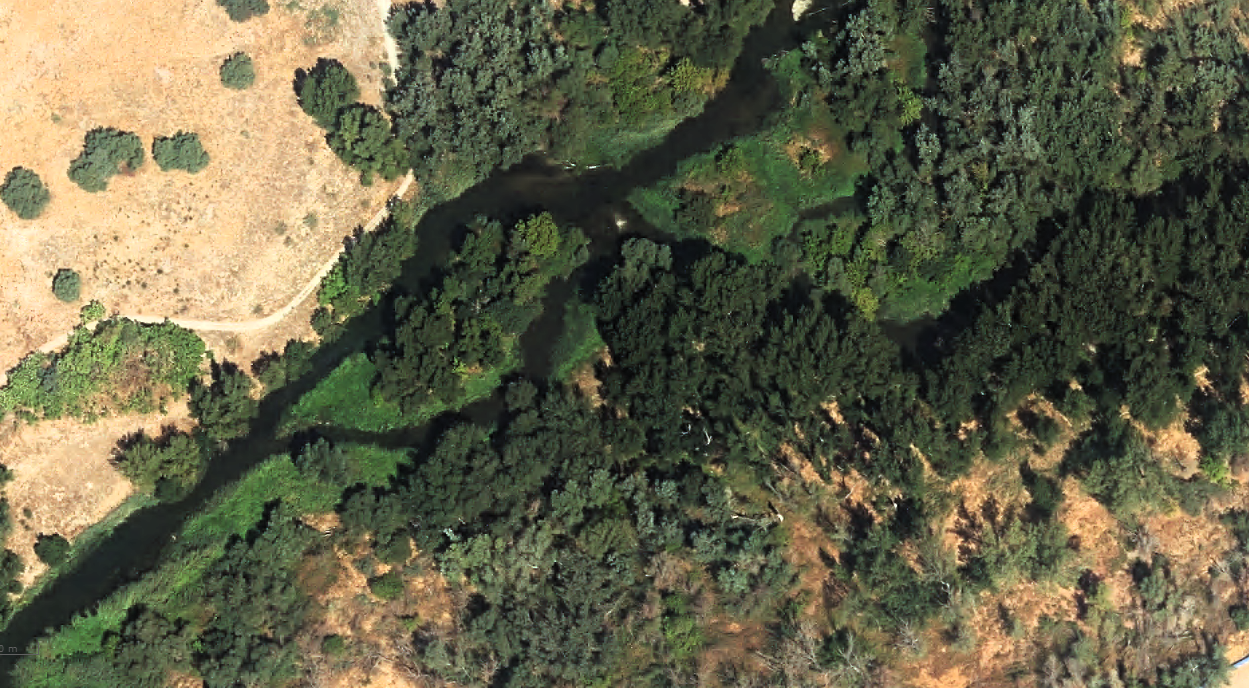
Desembocadura del río Henares en el río Jarama